# Assedio di Anotsu

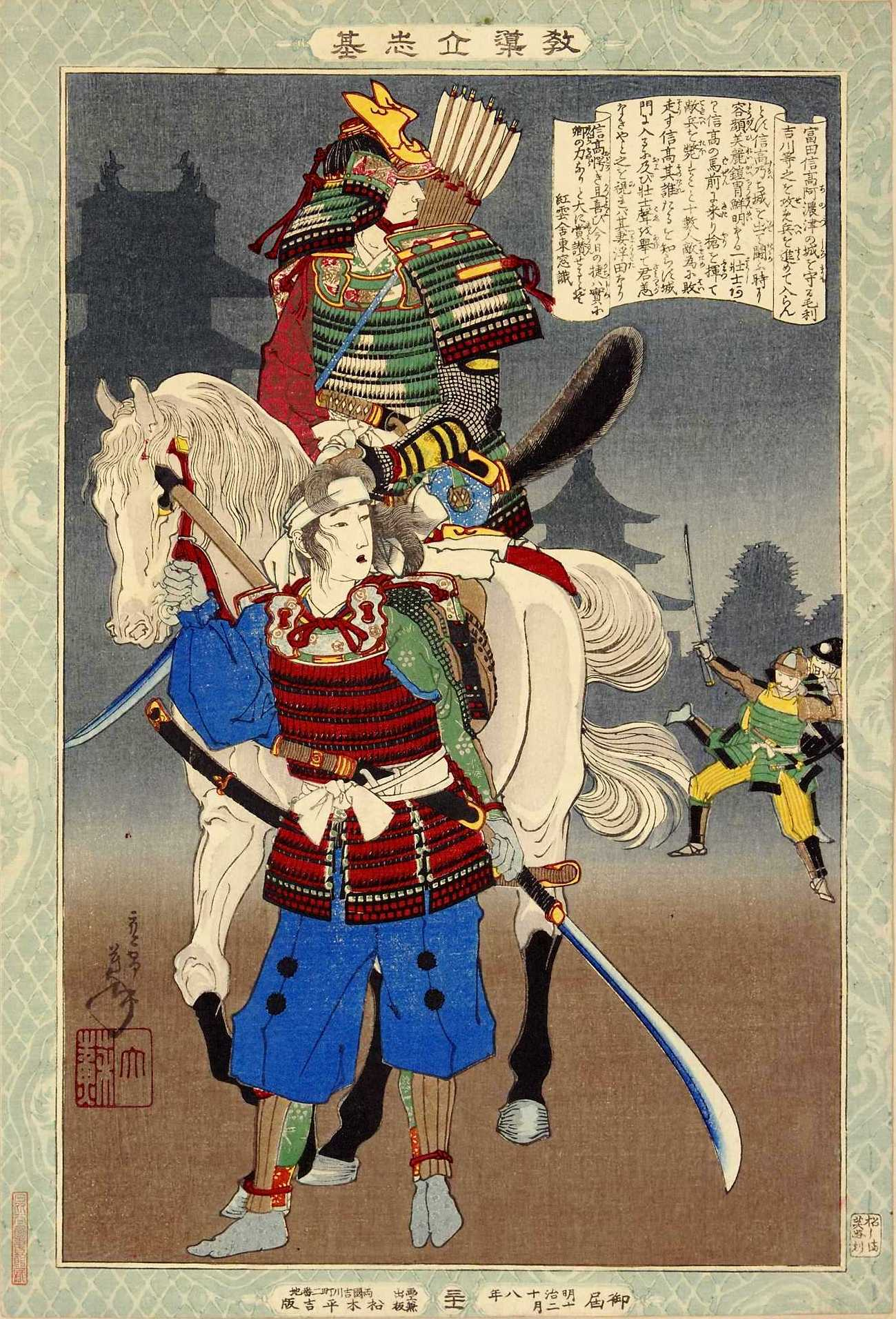
Tomita Nobutaka e la moglie

La battaglia del castello di Anotsu (安濃津城の戦い?, Anotsu jō no tatakai) fu combattuta nel 1600 in Giappone come parte della campagna di Sekigahara. Il castello di Anotsu viene spesso chiamato castello di Tsu.
Tomita Nobutaka e Wakebe Mitsuyoshi si schierarono con Tokugawa Ieyasu e, dopo l'inizio delle ostilità tra le due fazioni, una grande armata di circa 30 000 uomini guidata da Mōri Hidemoto, si diresse verso il castello di Anotsu (Ise) dalla provincia di Iga. La guarnigione del castello era formata da 1 700 a cui si aggiunsero 500 soldati di rinforzo guidati da Furuta Shigekatsu.
Gli scontri iniziarono il 30 settembre e sia Nobutaka che Mitsuyoshi guidarono le loro forze contro le avanguardie del clan Mōri, ma dopo l'arrivo del grosso dell'armata dovettero ripiegare dentro al castello. La disparità di forze era tale che i due generali accettarono una proposta di resa di Kikkawa Hiroie, il quale era segretamente in contatto con Tokugawa Ieyasu.
Viene ricordato il ruolo della moglie di Tomita Nobutaka che prese parte alla difesa del castello.
Sia Nobutaka che Mitsuyoshi vennero ricompensati dopo la vittoria Tokugawa.